# Hawker Siddeley Harrier
De Harrier is een gevechtsvliegtuig met volledige VSTOL-eigenschappen. Dat wil zeggen dat het zowel horizontaal als verticaal kan landen en opstijgen. Tegenover dit voordeel staat het nadeel dat het vliegtuig een relatief lage topsnelheid heeft (het kan de geluidsbarrière niet doorbreken). 

## RAF
Het vliegtuig werd ontwikkeld bij Hawker Siddeley in het Verenigd Koninkrijk. Het bedrijf begon in 1957 met het ontwerp en in 1960 vloog het eerste prototype, bekend als de Hawker P.1127. Er volgde nog een ontwikkelingsproces dat zo'n 10 jaar zou duren. In 1966 werd een order geplaatst en vanaf het begin van de jaren 70 stroomden de eerste exemplaren binnen bij de Royal Air Force (RAF) als Gr. Mk. 1 (GR1). Deze toestellen bleven als GR.3 tot 1994 bij de RAF vliegen.
De sterk verbeterde AV-8B Harrier II (eigenlijk een geheel nieuw vliegtuig) werd aan de vloot toegevoegd omstreeks 1985. De RAF en de Royal Navy maakten van het toestel gebruik tot december 2010. Een jaar later werden alle 72 exemplaren verkocht aan het Amerikaanse leger voor US$ 180 miljoen.

## Amerikaanse versies
Het Amerikaanse Korps Mariniers had belangstelling vanwege de bijzondere eigenschappen van het toestel en bestelde het in 1970 als AV-8A bij Hawker Siddely. "Een vliegtuig dat net zo eenvoudig wordt ingezet en gestationeerd als een helikopter, maar dat de kracht van een conventioneel aanvalsvliegtuig heeft, zal een verstrekkend effect hebben op de militaire luchtvaart", vertelde generaal-majoor Homer S. Hill in 1970 aan een Congrescommissie. Dat jaar bestelde het Marine Corps 102 AV-8A Harriers en acht 2-zits trainers (TAV-8A). Het vliegtuig dat de Mariniers bestelde was in wezen hetzelfde als die van de Britse Royal Air Force, maar voorzien van Amerikaanse avionica, vluchtbesturing en wapensystemen. De laatste van deze partij werd in 1976 geleverd.
47 AV-8A's werden vanaf 1979 omgebouwd tot de AV-8C-configuratie, waarbij de toevoeging van waarschuwingsradarapparatuur in de staart en een flare/chaff dispenser de overlevingskansen van het vliegtuig op het moderne slagveld verbeterden .
Samen met British Aerospace (BAe), waarin Hawker Siddeley inmiddels was opgegaan, ontwikkelde McDonnell Douglas vervolgens in licentie een verbeterde versie. Deze staat bekend als AV-8B Harrier II, respectievelijk Harrier (GR5/7/9). Dit is een groter en zwaarder type met beter bereik en grotere wapencapaciteit. De eerste vlucht met dit type werd uitgevoerd in 1978. De Amerikaanse Harrier-IIs werden door McDonnell-Douglas voorzien van radars uit buiten dienst gestelde F/A-18 Hornets. De tweezits trainer staat bekend als de TAV-8B (USMC) en T.10/12 (RAF)
In 2014 viel het besluit om de AV-8B in 2025 uit dienst te stellen.

## SeaHarrier
Tussentijds (eind jaren 70) ontwikkelde British Aerospace voor de Royal Navy nog de Sea Harrier (FRS1). Deze was gebaseerd op de GR3, maar had een sterkere motor. Ook is hij uitgerust met een bolvormige cockpit (als bij de F-16) voor beter zicht. De SeaHarrier had een lucht-luchtradar en was primair bedoeld voor luchtverdedigingstaken, waar de AV-8, GR3, GR.5, GR7 en GR.9 bedoeld waren voor het geven van close air support (luchtsteun aan grondtroepen).
De SeaHarrier kreeg zijn vuurdoop tijdens de Falklandoorlog (1982). In die oorlog hadden de Argentijnse luchtmacht en marine een numeriek voordeel (van ongeveer 6 tegen 1 jachtvliegtuigen). Hoewel de oude Argentijnse McDonnell Douglas A-4 Skyhawk-vliegtuigen nauwelijks gewicht in de schaal legden waren de Dassault Mirage III en Dassault Super-Étendard wel degelijk technisch goede vliegtuigen en zeer capabele tegenstanders voor de SeaHarriers die echter 21 vliegtuigen van de Argentijnse luchtmacht wisten neer te halen.
De SeaHarrier werd in de jaren 90 doorontwikkeld naar een nieuwe variant, de FA2. Ook deze zijn inmiddels bij de Royal Navy buiten dienst gesteld. De vliegdekschepen werden tijdelijk uitgerust met de Harrier GR7 van de RAF bij Joint Force Harrier, in afwachting van de Joint Strike Fighter.

## Export
Varianten van de Harrier zijn ook in gebruik bij andere luchtmachten. De marine van Spanje kocht in de jaren 70 via Amerika de GR.1 als AV-8S Matador, in de jaren 80 aangevuld met en uiteindelijk vervangen door de AV-8B Harrier II, de marine van Italië bestelde de AV-8B, India bestelde Sea Harrier FRS.51 (export versie van de FRS1) en Thailand nam de overgebleven AV-8S van de Spaanse Armada over. Diverse landen die met de Harrier vlogen namen deel in het JSF-project dat leidde tot de Lockheed Martin F-35 Lightning II.
De wapens waarmee de Harrier kan worden uitgerust verschillen naargelang de versie en omvatten een kanon en meerdere typen raketten en bommen.

## Versies
Er zijn vier versies van gemaakt:
- Hawker Siddeley Harrier ook wel AV-8A Harrier
- British Aerospace Sea Harrier
- Boeing/BAE Systems AV-8B Harrier II en
- BAE Systems/Boeing Harrier II.

Tussen 1969 en 2003 zijn er 824 Harrier toestellen afgeleverd.

## Afbeeldingen

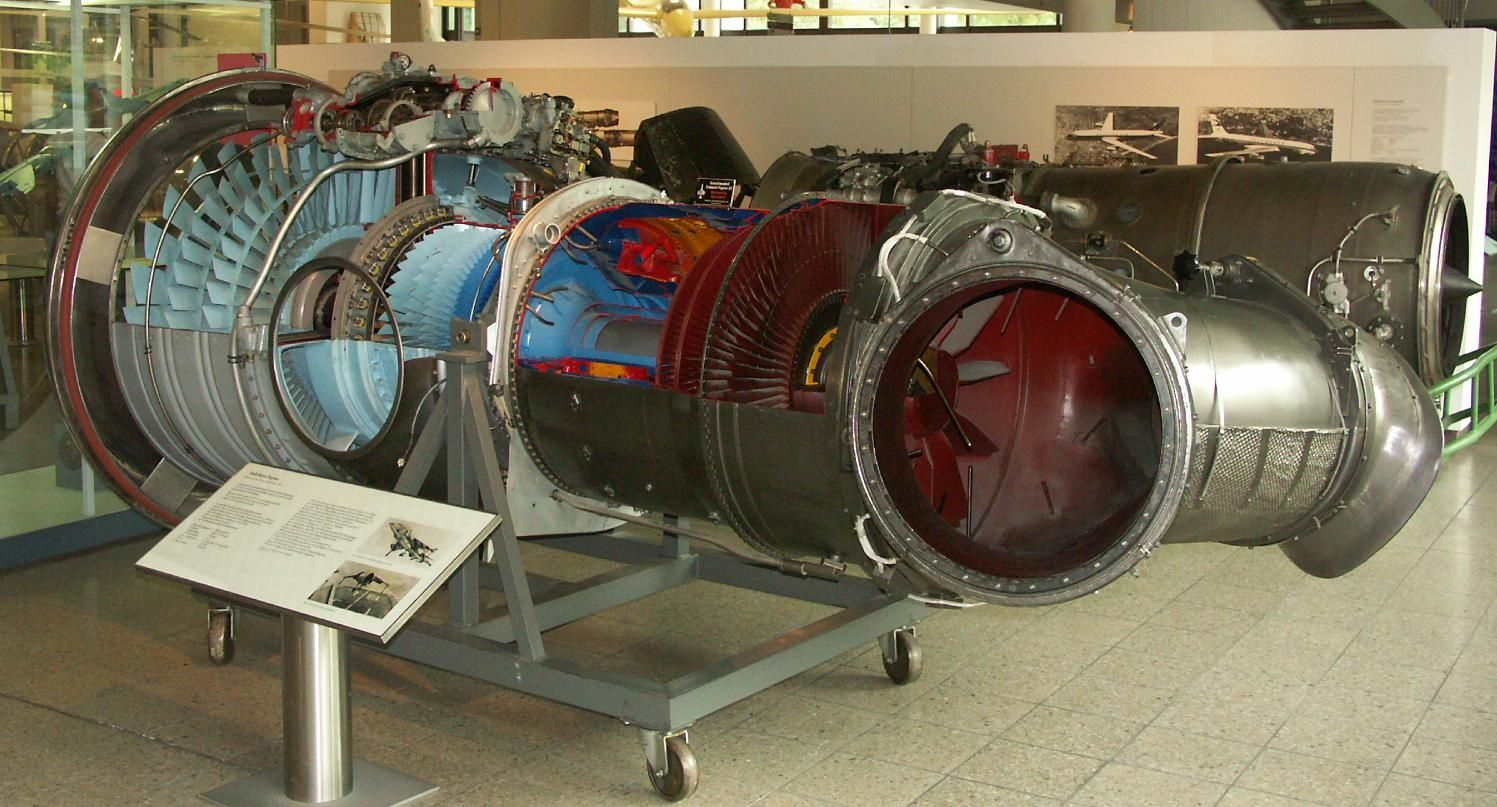
Rolls-Royce Pegasus motor
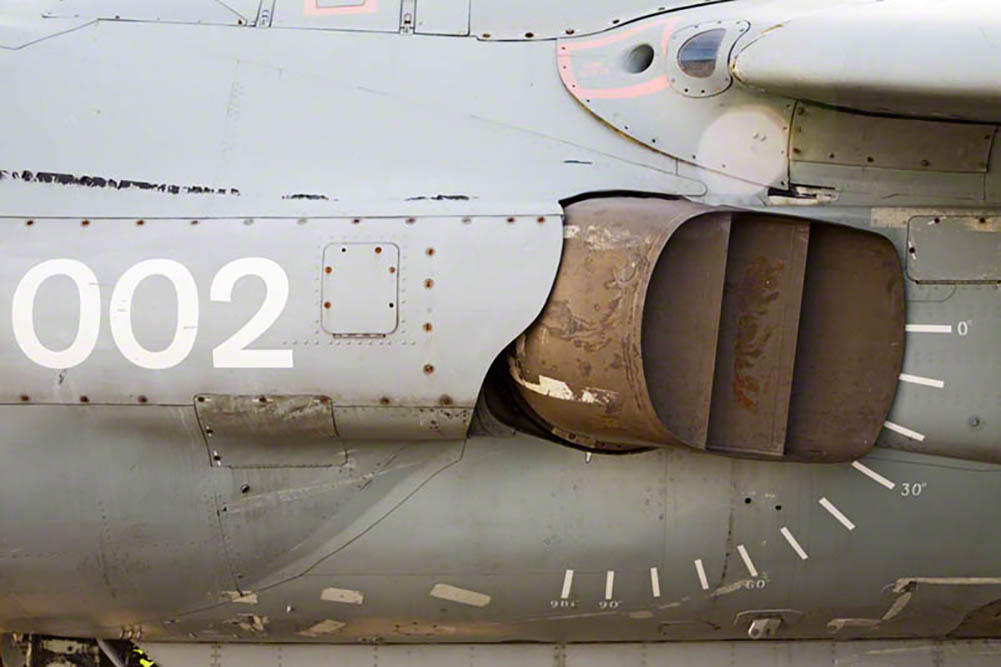
De draaibare uitlaat van de motor
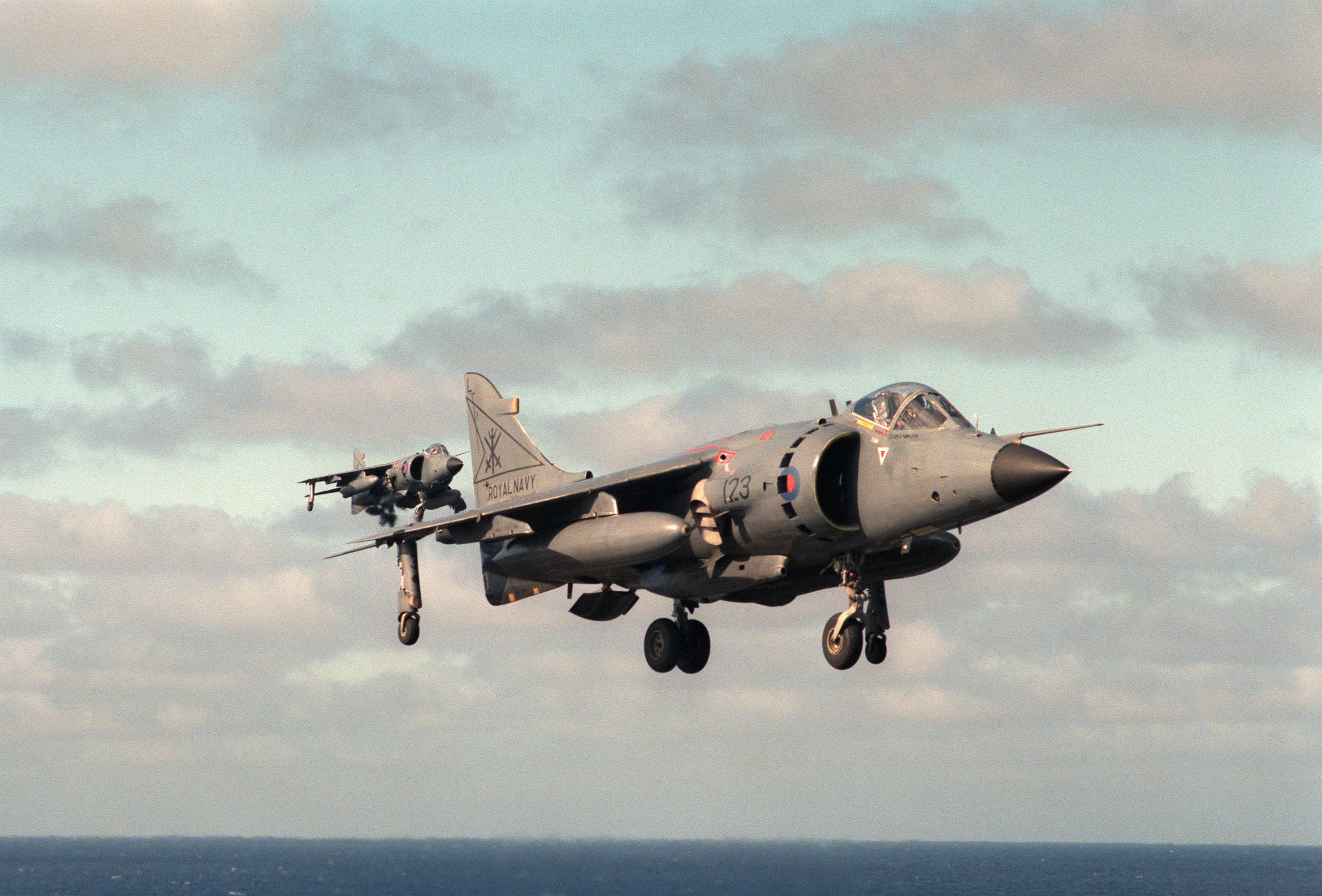
Sea Harrier bezig met verticale landing, de uitlaat wijst naar beneden
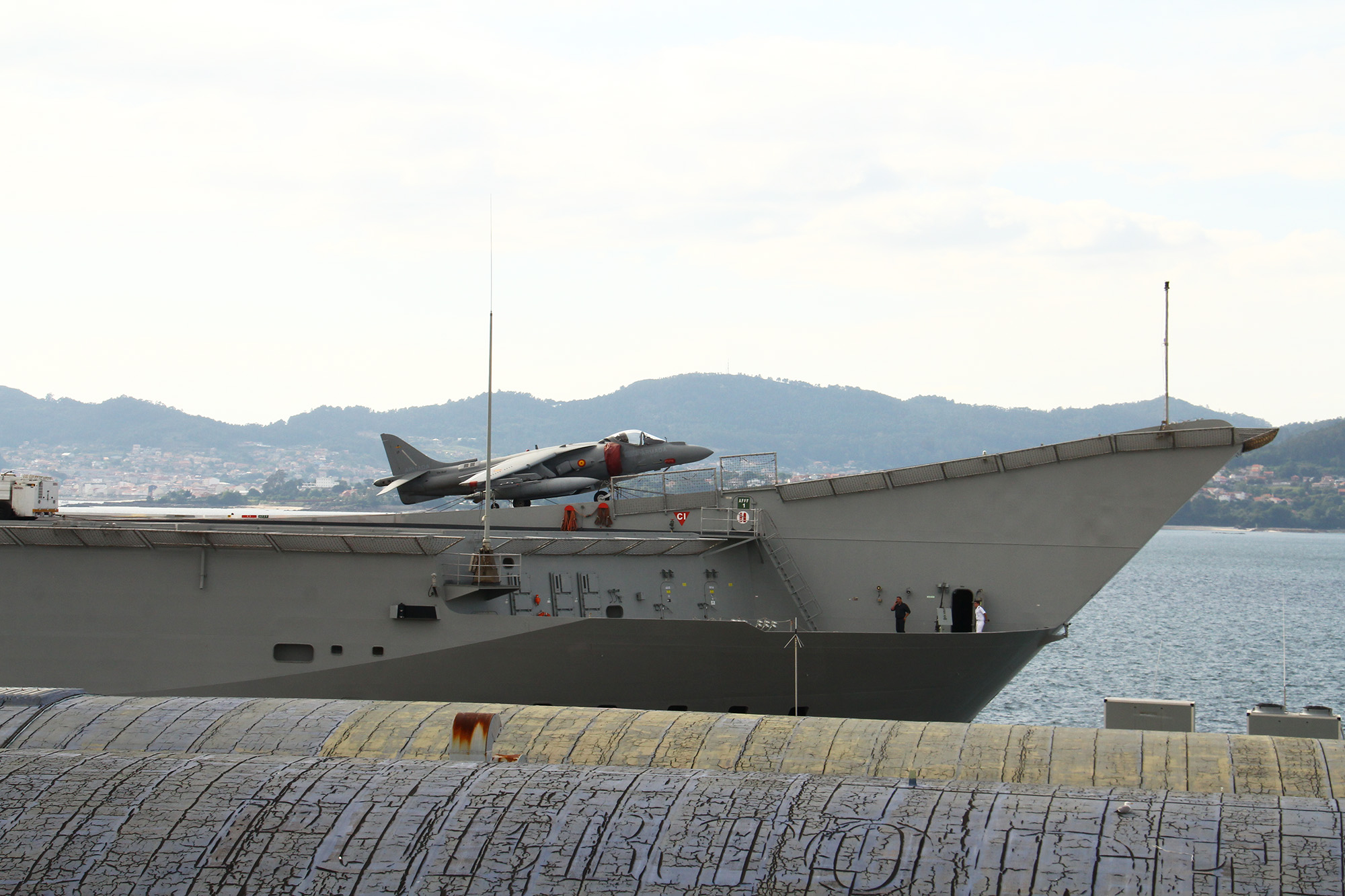
Harrier II op de schans van het vliegdekschip Juan Carlos I